# Philharmonie Royale Concordia
 (septembre 2022).
 (octobre 2022).
La Philharmonie Royale Concordia est un orchestre d'harmonie basé à Ottignies-Louvain-la-Neuve créé en 1862 qui compte en moyenne 40 musiciens non-professionnels.

## Historique
Au début de l’ère industrielle, les régions wallonnes ont vu naître des fanfares subsidiées par des entreprises.
La première gare ferroviaire d’Ottignies est mise en service en 1855 et reçoit un bâtiment provisoire en 1858. En 1860, le chef de gare d’Ottignies réunit les musiciens, membres de son personnel et ceux de la filature toute proche (sur le territoire de l’actuel Céroux-Mousty) pour faire de la musique ensemble, sous la direction du directeur de la filature. 
En 1862, la société  musicale constituée de plus de 35 musiciens réunis en fanfare (cuivres et percussion) se choisit le nom de « La Concordia ». En 1880 est fondée aussi la fanfare « Les Amis réunis de la Concordia ». Dès le début, la commune d’Ottignies soutient les musiciens.
En 1865, le Baron Paul Henri Dominique de Marcq de Tiège, bourgmestre, devient Président d’Honneur et offre, à la fanfare, une première bannière (losange en velours grenat, nom de la société en lettres d’or). Elle participe à divers concours, festivals et cérémonies dont celles qui célèbrent le 50ème anniversaire de la Belgique.
En 1879, le Comte Ferdinand du Monceau de Bergendal est nommé Président d’Honneur. La commune subsidie les deux sociétés musicales. Peu après, elles se réunissent en une seule, « La Fanfare Concordia ».
En 1902, sa Majesté le Roi Léopold II confère le titre de Royale à la Fanfare Concordia pour son 50e anniversaire. On parle, dès lors de « Fanfare Royale Concordia ».
La 1ère guerre mondiale guerre porte un rude coup à la fanfare qui disparaît jusqu’en 1918. Ce sera la même chose avec la seconde guerre. Sa reformation dès 1945 est lente et difficile.
En 1957, il faut l’énergie et le talent de quelques musiciens dont le saxophoniste Camille Ancion, et le soutien de Yves du Monceau de Bergendal et de l’administration communale pour que renaisse l’ensemble devenu « Harmonie Royale Concordia » par l’adjonction de bois.
En 1959, l’arrivée, à la tête de l’orchestre, du dynamique et enthousiaste clarinettiste Marcel Ancion, frère de Camille Ancion, relance l’Harmonie dans des conditions difficiles. L’orchestre gagne des prix internationaux prestigieux et reçoit l’appui de l’administration communale. Il s’adjoint, pour un temps, un orchestre à cordes dirigé par Madeleine Delobbe et prend le nom de « Philharmonie ».
Le Comte Yves du Monceau de Bergendal (1922-2013), bourgmestre d’Ottignies de 1959 à 1989, et l’un des pères fondateurs de Louvain-la-Neuve, Président d’Honneur de la Philharmonie Royale Concordia d’Ottignies-LLN apporte son soutien à la société musicale.
Depuis 1995, le corniste Philippe Durant, le trompettiste Roland de Klippel, le clarinettiste et percussionniste Pol Dusart et, actuellement Serge Cange, ont permis à l’orchestre « Philharmonie Royale Concordia d’Ottignies-Louvain-la-Neuve » de progresser. Des synthétiseurs ont également été introduits.
Depuis le 4 septembre 2010, l’orchestre d'harmonie est une association sans but lucratif (ASBL) composée de musiciens amateurs de tous âges et horizons et se développe continuellement. Il est rejoint, dès septembre 2016, par des jeunes de l’ « Académie de Court-Saint-Etienne & d’Ottignies-LLN » qui peuvent y participer comme cours complémentaire (pratique collective).

## Représentations
L'orchestre se fait connaître lors de concerts en Belgique (Gand, Puurs, Merchtem, Bruxelles, Villers-la-Ville, Charleroi, Houyet, Dinant, Mons, Bouillon, Beloeil, Opheylissem, Jette, Court-Saint-Etienne, Wavre, Jauche, Grez-Doiceau, Rixensart…) et à l’étranger (Esslingen, Garmisch Partenkirchen, Emerthal (D), Hythe, York et Sheffield (GB), Luxembourg, Malte, Jassans Riottier et Rennes (Fr), Aroza (CH)…

## Présidents
Les présidents ayant succédé à Camille Ancion sont Paul Urbain, Yves Rousseaux, Georget Willems, Daniel Fivez, Bénédicte Pochet.

## Localisation
L'orchestre d'harmonie répète actuellement à la ferme du Douaire.